# Israele ai Giochi della XXI Olimpiade
Israele partecipò ai Giochi della XXI Olimpiade che si sono svolti a Montréal dal 17 luglio al 1º agosto 1976, con una delegazione di 26 atleti iscritti a 10 discipline per un totale di 19 competizioni. Portabandiera  alla cerimonia di apertura fu l'ostacolista Esther Shakhamorov-Rot, alla sua seconda Olimpiade.
Fu la settima partecipazione di questo paese ai Giochi estivi. Non fu conquistata nessuna medaglia.
Di un certo rilievo furono i risultati ottenuti dalle due sole rappresentanti femminili della squadra israeliana. Una, Esther Shakhamorov-Rot, dopo aver avuto l'onore di fungere da alfiere alla cerimonia d'apertura, riuscì a raggiungere la finale dei 100 metri ostacoli, classificandosi sesta. L'altra, la schermitrice quindicenne Nili Drori, fu eliminata dopo il secondo turno a gironi del torneo di fioretto non senza essersi tolta la soddisfazione di battere entrambe le atlete italiane che si trovò ad affrontare: Carola Mangiarotti e Maria Consolata Collino, che avrebbe conquistato la medaglia d'argento.